# Beziehungen zwischen Griechenland und den Vereinigten Staaten
Die Beziehungen zwischen Griechenland und den Vereinigten Staaten reichen bis in die 1830er Jahre zurück, als die USA den neu gegründeten griechischen Staat anerkannten. Seither haben beide Länder ein enges und freundschaftliches Verhältnis entwickelt. Sie waren Verbündete in beiden Weltkriegen, während des Kalten Krieges und sind es bis heute im Rahmen der NATO. In den USA lebt die größte griechische Diaspora weltweit mit Schätzungen zufolge rund drei Millionen US-Bürgern griechischer Abstammung. In den 2020er Jahren haben beide Länder ihre strategische Sicherheitspartnerschaft erneuert und vertieft. Stützpunkte in Griechenland nehmen seit dem Kalten Krieg eine wichtige Rolle für die Operationen der US-Streitkräfte im Mittelmeerraum ein. 

## Geschichte

### Frühe Kontakte
Während des Griechischen Unabhängigkeitskrieges (1821–1829) sympathisierten viele US-Bürger – inspiriert durch antike Ideale und Empörung über osmanische Gräueltaten – mit den griechischen Aufständischen. Führende amerikanische Politiker und Intellektuelle wie die früheren Präsidenten Thomas Jefferson und James Madison zählten zu den Philhellenen, es gab zahlreiche Solidaritätskundgebungen und Hilfsaktionen in den USA. Der erste Entwurf der Monroe-Doktrin von 1823 enthielt eine Anerkennung der griechischen Rebellen in ihrem Aufstand gegen das Osmanische Reich. Auf Initiative von Präsident James Monroe wurde diese allerdings gestrichen, da dieser im Sinne seiner Doktrin eine Einmischung in europäische Angelegenheiten strikt ablehnte. Am 9. November 1837 erkannte die Vereinigte Staaten die Unabhängigkeit Griechenlands offiziell an, als der amerikanische Gesandte in London einen Handels- und Freundschaftsvertrag mit seinem griechischen Amtskollegen unterzeichnete. Im selben Jahr nahm der erste amerikanische Konsul in Athen seine Arbeit auf. Aufgrund der großen Entfernung zwischen Griechenland und den Vereinigten Staaten blieben die direkten politischen Kontakte im 19. Jahrhundert allerdings beschränkt. Griechenland wurde damals politisch und wirtschaftlich vor allem von den europäischen Großmächten beeinflusst.

### Frühes 20. Jahrhundert

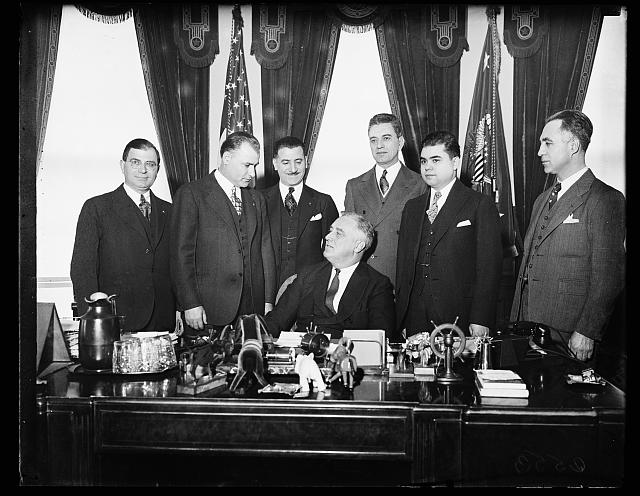
Präsident Franklin Roosevelt bei einem Treffen mit Mitgliedern American Hellenic Educational Progressive Association (1936)

Im Vorfeld und während des Ersten Weltkriegs näherten sich Griechenland und die USA weiter an. 1914, kurz vor Ausbruch des Krieges, verkaufte die US-Marine zwei ausgemusterte Schlachtschiffe (die USS Idaho und USS Mississippi) an Griechenland, was dessen Flotte stärkte und ein Gegengewicht zum Osmanischen Reich schaffen sollte. Griechenland trat 1917 auf Seiten der Alliierten in den Ersten Weltkrieg ein, so dass griechische und amerikanische Truppen am Ende des Konflikts nominal Verbündete waren. Nach Kriegsende leisteten US-amerikanische Organisationen umfangreiche humanitäre Hilfe in Griechenland, um die Not der Bevölkerung zu lindern und den Wiederaufbau nach den Verwüstungen des Krieges zu unterstützen. Im Zweiten Weltkrieg gehörte Griechenland zunächst zu den von der Achsenmächte besetzten Ländern (1941–1944). Die USA und Großbritannien unterstützten die griechische Exilregierung und den Widerstand gegen die Besatzung. Anders als Großbritannien sprachen sich die Vereinigten Staaten jedoch gegen eine sofortige Rückkehr des umstrittenen Königs Georg II. auf den griechischen Thron aus, da dieser mit autoritären Tendenzen assoziiert wurde. Stattdessen befürworteten die USA die Einsetzung einer Regentschaft, mischten sich aber nicht aktiv in den beginnenden Konflikt zwischen prowestlichen und linksgerichteten Kräften ein. Nach der Befreiung Athens im Herbst 1944 kam es in Griechenland zu Auseinandersetzungen zwischen der von Großbritannien gestützten Regierung und kommunistischen Partisanen, was in den folgenden Jahren zum Griechischen Bürgerkrieg führte.

### Kalter Krieg
Der Griechische Bürgerkrieg (1946–1949) wurde zu einem frühen Schauplatz des aufkommenden Kalten Krieges. Zunächst unterstützte Großbritannien die griechische Regierung im Kampf gegen die von Kommunisten angeführten Aufständischen, musste sich jedoch 1947 aus finanziellen Gründen zurückziehen. Daraufhin übernahmen die Vereinigten Staaten die Rolle des Hauptförderers Athens. US-Präsident Harry S. Truman verkündete am 12. März 1947 die sogenannte Truman-Doktrin, mit der er den USA eine weltweite Eindämmung des Kommunismus zur Aufgabe machte. Konkret bat Truman den US-Kongress um 400 Millionen US-Dollar an Militär- und Wirtschaftshilfe für Griechenland und die benachbarte Türkei (davon 300 Millionen für Griechenland), um beide Länder aus dem Einflussgebiet der Sowjetunion herauszuhalten. Diese Hilfe – kombiniert mit einer massiven amerikanischen Aufbauhilfe im Rahmen des Marshallplans – trug entscheidend dazu bei, die griechische Regierung zu stabilisieren. Die griechischen Streitkräfte konnten die kommunistische Guerilla schließlich 1949 besiegen, womit Griechenland fest im westlichen Lager verankert wurde. Griechenland beteiligte sich wenig später sogar mit eigenen Truppen am Koreakrieg (1950) auf Seiten der von den USA geführten UN-Kräfte. Im Februar 1952 trat Griechenland gemeinsam mit der Türkei der NATO bei, womit die Westorientierung des Landes auch sicherheitspolitisch verankert wurde.

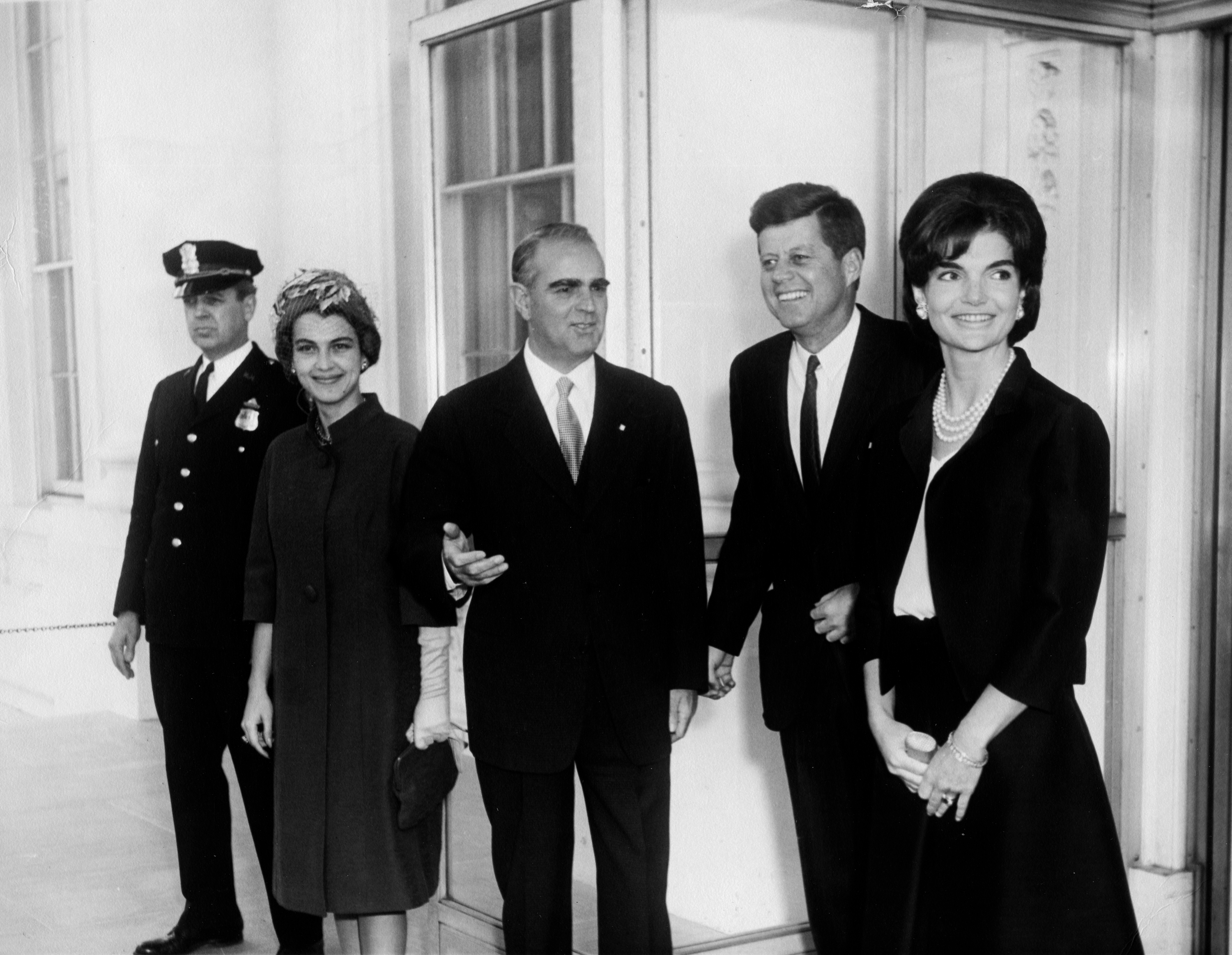
Jacqueline und John F. Kennedy mit Konstantinos Karamanlis und seiner Frau Amalia im Weißen Haus (1961)

In den 1950er und 1960er Jahren erhielt Griechenland erhebliche US-Militärhilfen, etwa im Rahmen des Mutual Defense Assistance Program, um seine Streitkräfte aufzubauen und an der Nordgrenze gegen kommunistische Nachbarstaaten zu stärken. Die USA beeinflussten in dieser Zeit auch Griechenlands wirtschaftliche Entwicklung – amerikanische Unterstützung begünstigte das griechische „Wirtschaftswunder“ der Nachkriegszeit. In den späten 1960er Jahren gerieten die bilateralen Beziehungen jedoch in eine Krise. Am 21. April 1967 putschte ein Offiziersregime (die Militärdiktatur der „Obristen“ 1967–1974) gegen die demokratische Regierung in Athen, wobei die USA die Diktatur aus Gründen des Antikommunismus tolerierten und sich mit Kritik eher zurückhielten. Im Juli 1974 unternahm das griechische Militärregime einen Putsch gegen die Regierung Zyperns, woraufhin die Türkei in Nordzypern intervenierte (Zypernkrise 1974). Die Vereinigten Staaten und die NATO blieben während dieser Krise weitgehend passiv, was in Griechenland als Dulden der türkischen Invasion gewertet wurde.
Die Reaktion in Athen fiel scharf aus. Aus Protest gegen die als unzureichend empfundene westliche Reaktion zog Premierminister Konstantinos Karamanlis Griechenland im August 1974 aus der integrierten militärischen Kommandostruktur der NATO zurück. Griechenland blieb NATO-Mitglied, nahm aber mehrere Jahre nicht an den militärischen Gremien und Planungen des Bündnisses teil. Die Ereignisse von 1974 – das Ende der Diktatur und der Verlust Nordzyperns – führten zu einer Neuausrichtung der griechischen Außenpolitik: Karamanlis orientierte das Land verstärkt Richtung Europäische Gemeinschaft und definierte die größte Bedrohung nun im einstigen Verbündeten Türkei statt im Ostblock. Gleichzeitig hinterließen die US-Politik gegenüber der Junta und Zypern eine Welle von Antiamerikanismus in Teilen der griechischen Gesellschaft, die bis in die 1980er Jahre anhielt. Im Dezember 1975 wurde außerdem der CIA Station Chief in Athen und weitere US-Staatsbürger von der marxistischen Terrororganisation 17. November ermordet, die danach immer wieder Anschläge auf US-Ziele und Einrichtungen verübte. 1980 – nach diplomatischen Bemühungen und dem Sturz der Obristen – kehrte Griechenland schließlich wieder vollständig in die NATO-Militärstruktur zurück.

### 21. Jahrhundert

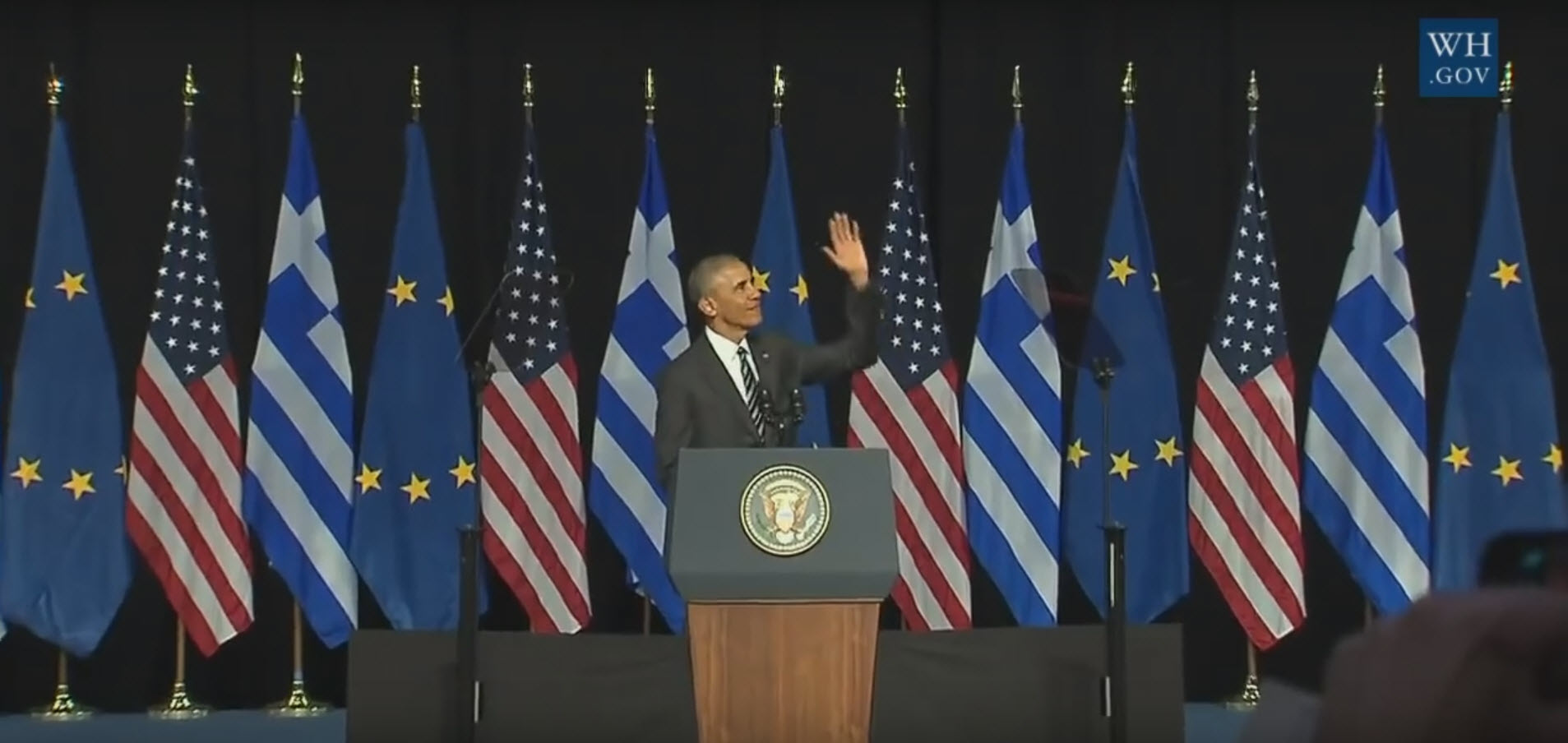
Barack Obama in Griechenland (2016)

Nach dem Ende des Kalten Krieges intensivierten Griechenland und die USA ihre Zusammenarbeit in neuen Bereichen. Griechenland beteiligte sich an internationalen Missionen wie dem Krieg in Afghanistan nach 2001, nicht jedoch an der Koalition der Willigen im Irakkrieg 2003. In den 2000er-Jahren verbesserten sich die einst durch die Vergangenheit belasteten öffentlichen Wahrnehmungen auf beiden Seiten deutlich. Ein wichtiger Faktor war die Rolle der USA während der griechischen Schuldenkrise ab 2010: Die Regierung Barack Obama setzten sich im Hintergrund dafür ein, dass Griechenland in der Eurozone gehalten und finanziell stabilisiert wurde, auch um geopolitische Risiken abzuwenden und sahen die von Deutschland propagierte Austeritätspolitik kritisch. Das Ansehen der USA in der griechischen Bevölkerung verbesserte sich dadurch. Ab 2018 hoben beide Länder ihre Beziehungen auf eine neue Stufe: In diesem Jahr starteten Athen und Washington einen Strategischen Dialog, der jährlich stattfindet und Themen von Regionalpolitik über Verteidigung bis Wirtschaft abdeckt. Im Mai 2022 stattete der griechische Premierminister Kyriakos Mitsotakis den USA einen vielbeachteten Besuch ab und hielt als erster griechischer Regierungschef eine Rede vor dem US-Kongress.

## Wirtschaftsbeziehungen
Griechenland und die USA unterhalten rege Wirtschaftsbeziehungen, wenngleich die EU-Staaten als Handelspartner für Griechenland eine größere Rolle spielen. Die Vereinigten Staaten sind jedoch einer der wichtigsten Handelspartner Griechenlands außerhalb der EU. Im Jahr 2022 erreichte das bilaterale Handelsvolumen (Waren) rund 4,7 Milliarden US-Dollar – die USA exportierten Güter im Wert von etwa 2,38 Mrd. US-Dollar nach Griechenland, während griechische Exporte in die USA etwa 2,28 Mrd. US-Dollar betrugen. Zu den Hauptausfuhrgütern der USA nach Griechenland zählen Energieträger (Erdölprodukte, LNG), Rüstungsgüter, Maschinen, Flugzeuge und High-Tech-Produkte. Griechenland exportiert in die USA vor allem pharmazeutische Erzeugnisse, Chemikalien, Nahrungsmittel (z. B. Olivenöl, Käse), Baustoffe sowie Schiffe und maritime Dienstleistungen. Eine besondere Rolle spielt die Energie-Kooperation. Griechenland bemüht sich, seine Energiequellen zu diversifizieren, insbesondere seit der europäischen Gaskrise ab 2022. Die USA unterstützen dies durch Lieferungen von Flüssigerdgas: 2022 stammte mehr als die Hälfte des von Griechenland importierten LNG aus den Vereinigten Staaten, was etwa ein Viertel des gesamten griechischen Gasbedarfs entsprach. 2022 waren die USA außerdem der achtgrößte Auslandsinvestor in Griechenland und ist innerhalb der EU ein zunehmend beliebtes Ziel für amerikanische Unternehmen.

## Kulturbeziehungen

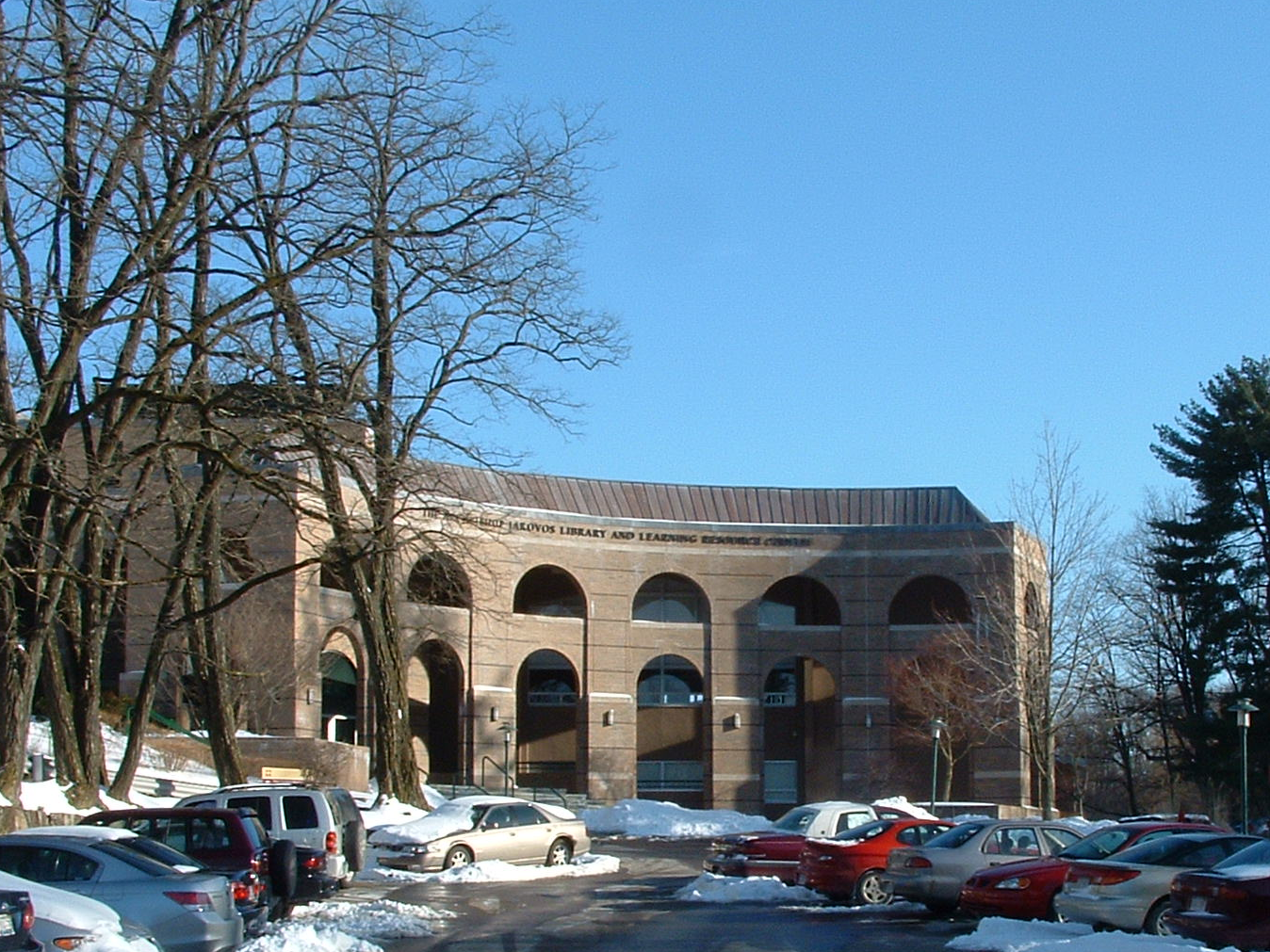
Bibliothek der Holy Cross Greek Orthodox School of Theology in Brookline (Massachusetts)

Zwischen den Gesellschaften Griechenlands und der USA bestehen traditionell enge kulturelle Bande, die vor allem durch Migration und Diaspora-Netzwerke gewachsen sind. Die griechischstämmige Gemeinschaft in den USA (Griechische Amerikaner) ist die größte außerhalb Griechenlands. Heute leben Schätzungen zufolge zwischen 1,3 Millionen und über 3 Millionen Menschen griechischer Abstammung in den Vereinigten Staaten. Diese Gemeinden pflegen ihr kulturelles Erbe durch griechisch-orthodoxe Kirchen, Sprachschulen, Festivals (etwa die jährlichen griechischen Food Festivals) und Organisationen wie die American Hellenic Educational Progressive Association (AHEPA), die bereits 1922 gegründet wurde. Griechisch-amerikanische Einwanderer und ihre Nachfahren haben in den USA prominente Positionen in Wirtschaft, Politik (z. B. mehrere Kongressabgeordnete), Wissenschaft und Kultur erreicht und fungieren oft als Brückenbauer zwischen den beiden Ländern. So wurde der ehemalige griechische Premierminister Giorgos A. Papandreou in den USA geboren und der griechischstämmige Michael Dukakis trat für die Demokraten bei den US-Präsidentschaftswahlen 1988 an.
Kulturell gibt es zahlreiche Austauschprogramme und Institutionen, welche die bilateralen Beziehungen fördern. Bereits seit 1948 besteht die Fulbright Foundation in Griechenland, die akademischen Austausch zwischen beiden Ländern ermöglicht. Jährlich studieren hunderte griechische Studenten an US-Universitäten, während amerikanische Studenten – insbesondere in den Bereichen Archäologie, Altertumswissenschaften und Mediterrane Studien – Programme in Griechenland absolvieren (z. B. an der American School of Classical Studies at Athens, gegründet 1881). Die Griechisch-Amerikanische Universität in Athen und Nashua sowie amerikanische Colleges in Griechenland sind weitere Beispiele für Bildungsaustausch. Auch direkte kulturelle Kooperation findet statt: So gibt es regelmäßig gemeinsame Ausstellungen von Museen, Filmfestivals mit amerikanischen Beiträgen in Athen und Thessaloniki sowie Konzerte und Theaterprojekte im jeweils anderen Land. Amerikanische Popkultur ist in Griechenland populär, während in den USA Elemente der griechischen Kultur, von der antiken Geschichte bis zur modernen griechischen Küche und Musik, seit Jahrhunderten auf Interesse stoßen.

## Sicherheitsbeziehungen

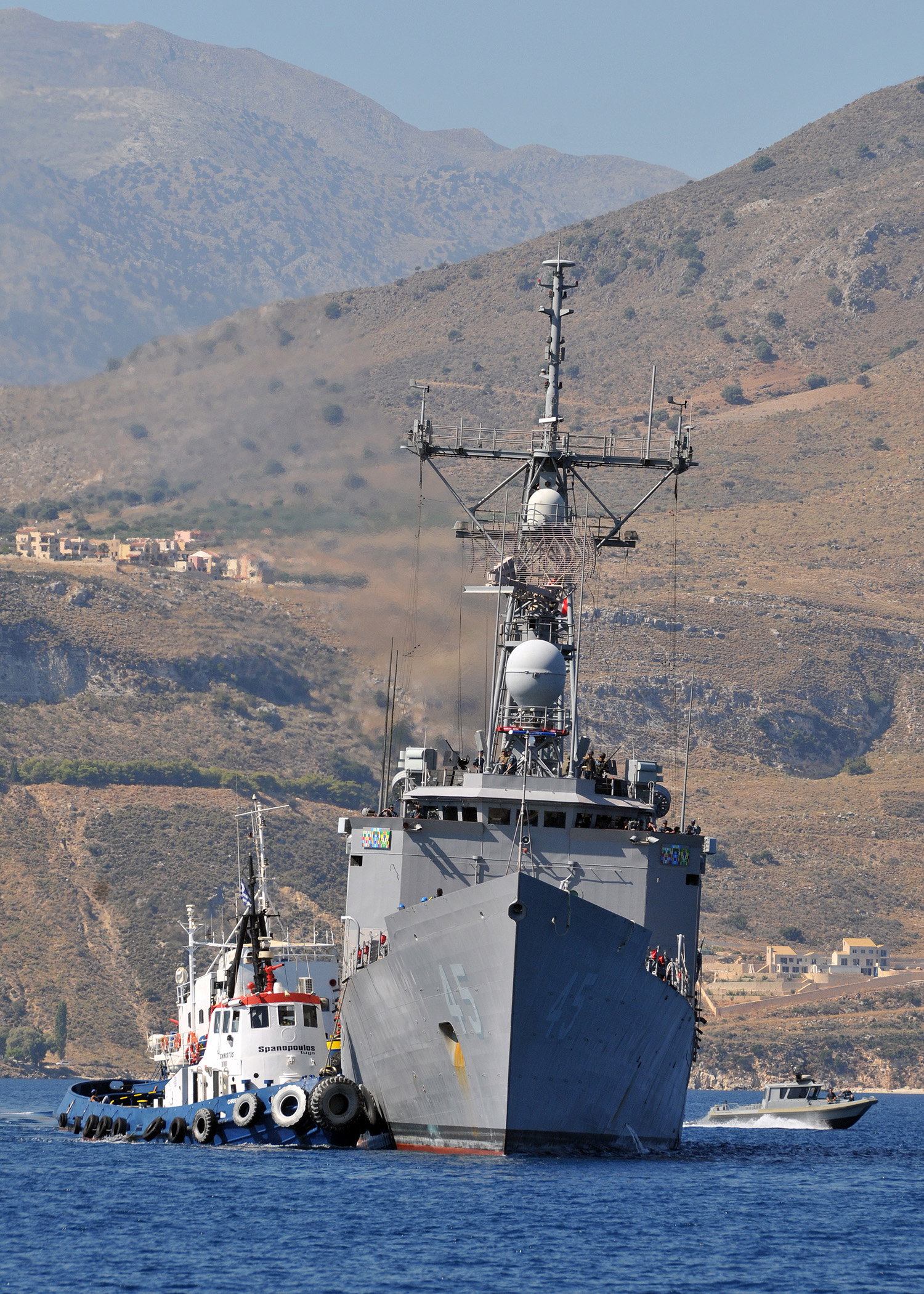
Schlachtschiff der US Navy in Kreta

In der Sicherheitspolitik sind Griechenland und die Vereinigten Staaten seit Jahrzehnten eng verbunden. Als NATO-Alliierte arbeiten beide Länder kontinuierlich in Verteidigungsfragen zusammen. Griechenland gehört zu den wenigen Bündnispartnern, die das NATO-Ziel von 2 % des BIP für Verteidigungsausgaben deutlich übertreffen. Die USA würdigen Griechenland daher als „Schlüssel-Verbündeten“ innerhalb der Allianz. Jährlich nehmen die griechischen Streitkräfte an verschiedenen gemeinsamen Militärübungen mit den US-Streitkräften teil, was eine enge Interoperabilität fördert. Ein zentraler Pfeiler der Kooperation ist das Mutual Defense Cooperation Agreement (MDCA), ein bilaterales Verteidigungsabkommen, das erstmals 1990 in Kraft trat und die Stationierung sowie Übungstätigkeit von US-Truppen in Griechenland regelt. Dieses Abkommen wurde 2019 und 2021 erweitert und verlängert. Durch die Aktualisierungen gewannen die USA erweiterten Zugang zu griechischen Militärstandorten jenseits des lange genutzten Stützpunkts Souda Bay auf Kreta, darunter zusätzliche Einrichtungen in Mittel- und Nordgriechenland. Insbesondere der Hafen von Alexandroupoli im Nordosten wurde strategisch bedeutsam: Er dient seitdem als logistischer Knotenpunkt für US- und NATO-Truppenbewegungen nach Osteuropa und als Umschlagplatz für Flüssiggasimporte, was sich vor dem Hintergrund des russischen Angriffs auf die Ukraine 2022 als entscheidend erwiesen hat. Die Basis in Souda wurde zudem in den 2020er Jahren modernisiert und ist ein sehr wichtiger Stützpunkt der US-Streitkräfte im Mittelmeer.
Auf regionaler Ebene arbeiten Athen und Washington inzwischen in einem neuen multilateralen Format zusammen. Seit 2019 unterstützen die USA aktiv die trilaterale Partnerschaft Griechenland–Zypern–Israel, bekannt als „3+1“-Kooperation (die drei regionalen Partner plus die USA). Dieses Forum dient der Abstimmung in Sicherheits- und Energiefragen im östlichen Mittelmeer. Ein Meilenstein war der Eastern Mediterranean Security and Energy Partnership Act von 2019, ein vom US-Kongress beschlossenes Gesetzespaket, das die Zusammenarbeit mit Griechenland, Zypern und Israel ausdrücklich vertieft. Durch das Gesetz wurden unter anderem Finanzmittel für gemeinsame Energieprojekte und Rüstungskooperation bereitgestellt. Eine der Prioritäten der Allianz ist die Reduzierung der Abhängigkeit von russischem Erdgas in Europa.
Nachdem die Türkei 2019 aus dem F-35-Programm ausgeschlossen worden war, bemühte sich Athen intensiv um den Erwerb dieser fünften Generation von Kampfflugzeugen, um sein strategisches Gleichgewicht in der Region zu verbessern. Die USA signalisierten dafür Unterstützung und im Januar 2023 erteilte das US-Außenministerium die grundsätzliche Genehmigung für den Verkauf von bis zu 40 Tarnkappenjets F-35A an Griechenland für 8,6 Milliarden US-Dollar. 2024 erfolgte die Auslieferung der ersten Jets.